# کارمولاندیا
کارمولاندیا (به پرتغالی: Carmolândia) یک منطقهٔ مسکونی در برزیل است که در توکانتینس واقع شده‌است. کارمولاندیا ۳۳۹ کیلومتر مربع مساحت و ۲٬۶۰۳ نفر جمعیت دارد.